# Hydrobiosis parumbripennis
Hydrobiosis parumbripennis là một loài Trichoptera thuộc họ Hydrobiosidae. Chúng phân bố ở miền Australasia.